# Tanjungsari (Natar)
Tanjungsari is een bestuurslaag in het regentschap Lampung Selatan van de provincie Lampung, Indonesië. Tanjungsari telt 8802 inwoners (volkstelling 2010).